# پیتزو استراسیوگو
پیتزو استراسیوگو (به لاتین: Pizzo Straciugo) یک کوه در سوئیس است که در کانتون وله واقع شده‌است. پیتزو استراسیوگو ۲٬۷۱۳ متر بالاتر از سطح دریا واقع شده‌است.